# Herby Stare (zlikwidowana stacja kolejowa)
Herby Stare (pierwotnie Herby Ruskie) – zlikwidowana stacja kolejowa w Herbach, w województwie śląskim, w Polsce.
Pomysł budowy stacji w Herbach powstał wkrótce po wybudowaniu Drogi Żelaznej Warszawsko-Wiedeńskiej z Warszawy do Sosnowca. Akcjonariat Kolei Prawego Brzegu Odry, budującej połączenie Wrocławia z Katowicami, chciał przez połączenie tych dwóch linii skrócić drogę transportu towarów przewożonych przez granicę prusko-rosyjską. W 1854 roku pomysł poparł cesarz Mikołaj I Romanow, ale realizację linii Częstochowa-Herby zablokowali właściciele linii wiedeńskiej, którzy obawiali się spadku dochodów.
Do pomysłu próbowano bezskutecznie wrócić w roku 1867. 1 stycznia 1892 roku oddano natomiast linię łączącą Lubliniec z Herbami Pruskimi, którą w październiku 1894 roku przedłużono do Fosowskiego, co dało połączenie z Opolem. W 1900 roku powstało towarzystwo budujące kolej częstochowsko-herbską, ale z powodu problemów w porozumieniu z władzami DŻWW zdecydowano o budowie wąskotorowej linii kolejowej, niemającej połączenia z linią wiedeńską. Budowę zrealizowano ostatecznie w latach 1901–1903.
Herby Stare zostały ulokowane na dawnej linii wąskotorowej częstochowsko-herbskiej jako końcowy przystanek tej linii i działały wówczas pod nazwą Herby Ruskie. Po drugiej stronie granicy znajdowała się stacja Herby Pruskie na linii normalnotorowej do Lublińca. Obie stacje dzieli odległość 1 km.
Połączenie z Herbami Pruskimi zbudowano w 1905 roku, gdy do niemieckiej stacji przedłużono linię wąskotorową, a do rosyjskiej normalnotorową. W 1911 roku linia po rosyjskiej stronie granicy została przekuta na szerokotorową z powodu budowy Kolei Herbsko-Kieleckiej, a w czasie okupacji Kongresówki Niemcy przekuli ją ponownie, tym razem na rozstaw normalny.
Po odzyskaniu przez Polskę niepodległości stacja otrzymała początkowo nazwę Herby Polskie, zmienioną w 1930 roku na Herby Stare, podczas gdy Herby Pruskie przemianowano na Herby Granica, a następnie na Herby Śląskie. W 1940 roku niemiecki okupant wyłączył z eksploatacji Herby Stare i przeniósł tę nazwę na Herby Śląskie, co może obecnie prowadzić do pomyłek przy identyfikacji obu stacji. Ten stan rzeczy utrzymał się do dziś.
Obecnie stacja jest wyłączona całkowicie z eksploatacji, nie zatrzymują się na niej jakiekolwiek pociągi, a budynek dworcowy nie pełni już swojej pierwotnej funkcji. Kilometr dalej w kierunku zachodnim znajduje się stacja Herby Stare, gdzie zatrzymują się pociągi przewoźników Polregio i  Kolei Śląskich.
Budynek dawnego dworca pełni obecnie funkcje mieszkalne, wokół niego znajduje się mocno zaniedbany park, który urządzono wkrótce po wybudowaniu stacji.